# عدالة اجتماعية

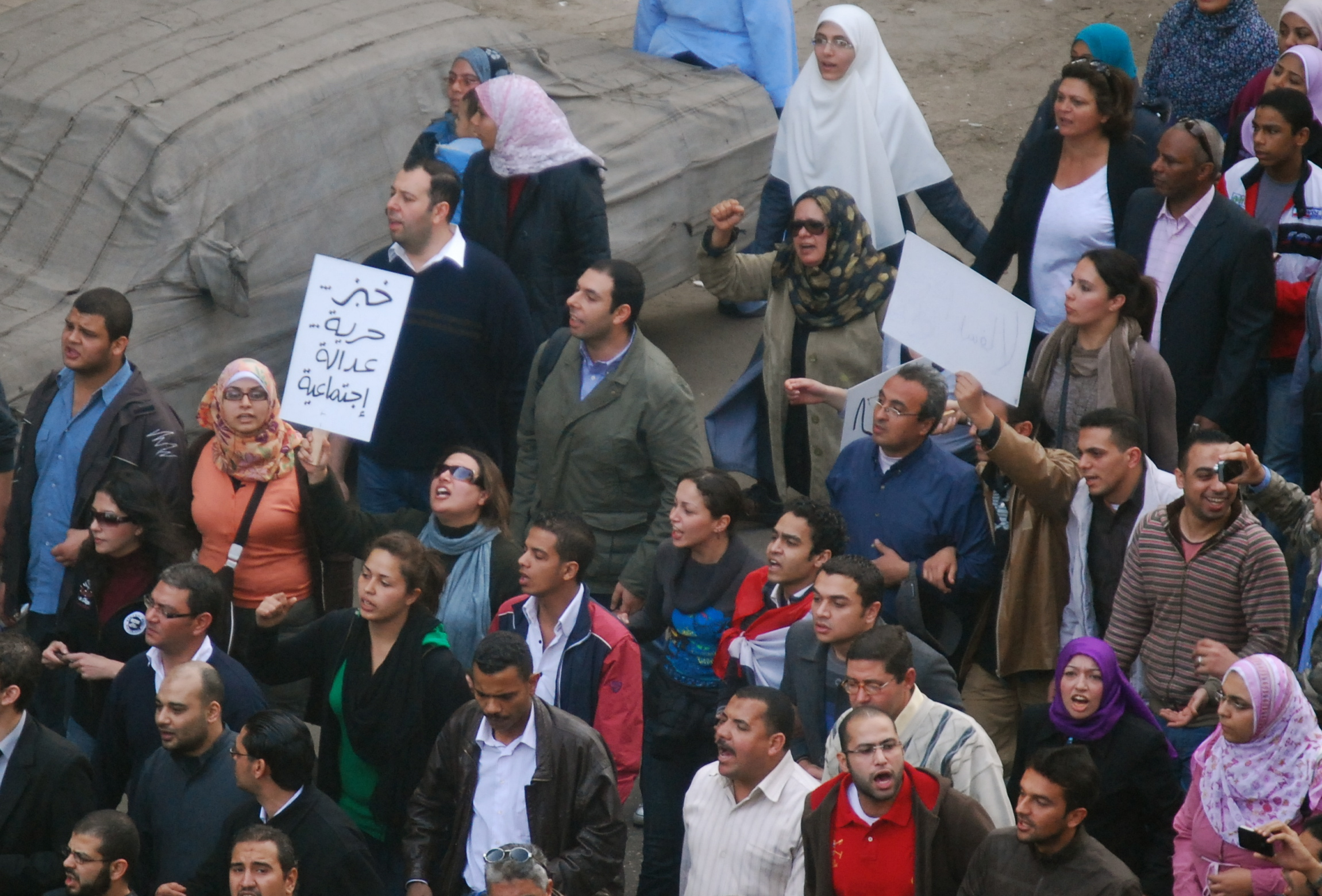
مظاهرات مطالبة في العدالة الاجتماعية بمصر سنة 2011

العدالة الاجتماعية هي العدالة من حيث توزيع الثروة، والفرص، والامتيازات داخل المجتمع. في الحضارة الغربية وكذلك في الحضارات الآسيوية القديمة، غالبًا ما يشير مفهوم العدالة الاجتماعية إلى عملية ضمان قيام الأفراد بأدوارهم المجتمعية والحصول على ما يستحقونه من المجتمع. في حركات العدالة الاجتماعية الحالية، رُكز على كسر الحواجز للحراك الاجتماعي، وإنشاء شبكات الأمان، وتأمين العدالة الاقتصادية. تختص العدالة الاجتماعية بالحقوق والواجبات في مؤسسات المجتمع، ما يمكّن الناس من الحصول على الفوائد الأساسية والتعاون. وغالبًا ما تشمل المؤسسات على الضرائب، والتأمينات الاجتماعية، والصحة العامة، والمدارس الحكومية، والخدمات العامة، وقانون العمل، لضمان توزيع عادل للثروة، وتكافؤ الفرص.
التفسيرات التي تربط العدالة بعلاقة متبادلة بالمجتمع تتأثر بالاختلافات في التقاليد الثقافية، التي يؤكد بعضها على المسؤولية الفردية تجاه المجتمع والبعض الآخر على التوازن بين الوصول إلى السلطة واستخدامها المسؤول.  كما يُستشهد بالعدالة الاجتماعية اليوم أثناء إعادة تفسير الشخصيات التاريخية مثل بارتولومي دي لاس كاساس، في المناقشات الفلسفية حول الاختلافات بين البشر، وفي الجهود المبذولة من أجل المساواة بين الجنسين، ومع تأمين المساواة العرقية والاجتماعية، للدفاع عن العدالة للمهاجرين والسجناء، والبيئة، والمعاقين جسديًا وعقليًا.
بينما يمكن العثور على مفاهيم العدالة الاجتماعية في المصادر الفلسفية الكلاسيكية والمسيحية، من أفلاطون وأرسطو إلى أغسطينوس من هيبون وتوما الأكويني، فمصطلح «العدالة الاجتماعية» وجد استخداماته المبكرة في أواخر القرن الثامن عشر رغم أنه كان من الناحية النظرية أو العملية غير واضح المعنى. وهكذا كان استخدام المصطلح في وقت مبكر خاضعًا لاتهامات التكرار، بالإضافة للتأنق البلاغي في أغلب الأحيان، ولكن ليس بالضرورة، فيما يتعلق بتضخيم وجهة نظر واحدة لعدالة توزيع الدخل. في صياغة وتعريف المصطلح في أطروحة علمية اجتماعية للقانون الطبيعي للويجي تاباريلي سي جي، في أربعينيات القرن التاسع عشر، أسس تاباريلي مبدأ القانون الطبيعي الذي يتوافق مع المبدأ الإنجيلي للحب الأخوي – أي أن العدالة الاجتماعية تعكس الواجب المفروض على المرء تجاه الآخر في الوحدة المجردة المترابطة للشخص البشري في المجتمع. بعد ثورات عام 1848 انتشر هذا المصطلح بشكل عام من خلال كتابات أنطونيو روزميني سيرباتي.
في الثورة الصناعية المتأخرة، بدأ علماء القانون الأمريكيون التقدميون في استخدام المصطلح أكثر، وخاصة لويس برانديز وروسكو باوند. ومنذ أوائل القرن العشرين، دُمجت بالقانون الدولي والمؤسسات الدولية. وأشارت ديباجة إنشاء منظمة العمل الدولية إلى أنه «لا يمكن إرساء سلام عالمي ودائم إلا إذا كان قائمًا على العدالة الاجتماعية». في وقت لاحق من القرن العشرين، أصبحت العدالة الاجتماعية محورية في فلسفة العقد الاجتماعي، في المقام الأول من قبل جون رولز في نظرية العدالة (1971). وفي عام 1993، يتناول إعلان وبرنامج عمل فيينا العدالة الاجتماعية باعتبارها غرضًا من أغراض التثقيف في مجال حقوق الإنسان.

## نظريات في العدالة الاجتماعية
جون رولس:
يعتمد الفيلسوف السياسي الليبرالي جون رولس (1921-2002) (بالإنجليزية: John Rawls)‏ على تبصرات الفيلسوفان النفعيان، جيرمي بينثام (بالإنجليزية:  Bentham)‏، وجون ستيوارت ميل، وأفكار العقد الاجتماعي عند جون لوك، وأفكار كانت. لقد كان أول تعبير له عن نظريته في العدالة الاجتماعية في «نظرية في العدالة» (بالإنجليزية: A Theory of Justice)‏ التي نشرت في 1971.
في كتابات جون رولس، تعتبر العدالة الاجتماعية فكرة فلسفية لا سياسية. كما تعد من الأركان الأربعة لحزب الخضر التي تعتقد بها جميع أحزاب الخضر في العالم. يستخدم البعض العدالة الاجتماعية لوصف التحرك الدولي باتجاه تطبيق العدالة الاجتماعية في العالم. وتشكل حقوق الإنسان والمساواة أهم دعائم العدالة الاجتماعية.
وبربط رولز بين اللامساواة وغياب العدل معا في جملة لامعة: "الظلم، إذا، هو ببساطة مجموعة من حالات لامساواة، لا تكون لمصلحة الجميع"

## الحريات الأساسية عند رولس
حرية الفكر، حرية التعبير والصحافة، حرية التجمع، حرية العمل المشترك، حرية التنقل، حرية اختيار الوظيفة.

## حركات العدالة الاجتماعية
هنالك عدد من الحركات التي تعمل على نشر وتطبيق العدالة الاجتماعية. تبذل هذه الحركات مجهود للوصول إلى عالم يمتلك فيه جميع أعضاء مجتمع ما، بغض النظر عن خلفياتهم، حقوق الإنسان الأساسية والمساواة. من أشهر تلك الحركات الدولية، «حركة العدل الدولية» (بالإنجليزية: Global Justice Movement)‏.

## حزب الخضر
إن العدالة الاجتماعية، التي تسمى أيضا عند الخضر «المساواة العالمية والاجتماعية والعدالة الاقتصادية» (بالإنجليزية: Social and Global Equality and Economic Justice)‏، تعد أحد الأركان الأربعة لحزب الخضر Four Pillars of the Green Party. يعرف حزب الخضر الكندي العدالة الاجتماعية بأنها «التوزيع المتساوي للموارد لضمان بأن الجميع لديهم فرص متكافئة للتطور الاجتماعي والشخصي».

## نقد العدالة الاجتماعية
ينتقد العديد من المؤلفين فكرة وجود معيار موضوعي للعدالة الاجتماعية.
ينكر النسبيون الأخلاقيون وجود أي نوع من المعايير الموضوعية للعدالة بشكل عام، ينفي غير المعرفين، والمشككين الأخلاقيين، وعدميوا الأخلاق، ومعظم الوضعيون المنطقيين، الإمكانية المعرفية للمفاهيم الموضوعية للعدالة. ويعتقد الواقعيون السياسيون أن أي مثال للعدالة الاجتماعية هو في نهاية المطاف مجرد مبرر للوضع الراهن.
كثير من الناس يقبل بعض المبادئ الأساسية للعدالة الاجتماعية، مثل فكرة أن جميع البشر لديهم مستوى أساسي من القيم، لكنهم يختلفون مع الاستنتاجات المعقدة التي قد تتبعها أو لا تتبعها. أحد الأمثلة على ذلك هو تصريح هـ. ج. ويلز بأن جميع الناس «متساوون في احترام زملائهم.» [4]
يرفض فريدريش حايك من كلية الاقتصاد النمساوية فكرة العدالة الاجتماعية باعتبارها عديمة المعنى، دينية ومتناقضة ذاتيا وأيديولوجية، معتبرة أن تحقيق أي درجة من العدالة الاجتماعية أمر غير ممكن، ولمحاولة القيام بذلك يجب أن تدمر كل الحريات:
"لا يمكن أن يكون هناك اختبار يمكننا من خلاله اكتشاف ما هو "غير عادل اجتماعيًا" لأنه لا يوجد موضوع يمكن بموجبه ارتكاب مثل هذا الظلم، ولا توجد قواعد للسلوك الفردي يمكن أن يراعي الالتزام بها في نظام الأفراد والجماعات، وإن الموقف الذي يظهر (بصفته متميزًا عن الإجراء الذي يتم تحديده به) يظهر لنا فقط.
العدالة الاجتماعية لا تنتمي إلى فئة الخطأ ولكن إلى فئة الهراء، مثل مصطلح "حجر أخلاقي"." [5]
جادل بن أونيل من جامعة نيو ساوث ويلز بأنه بالنسبة لأنصار «العدالة الاجتماعية»: [6]
مفهوم «الحقوق» هو مجرد مصطلح استحقاق، يدل على المطالبة بأي سلعة مرغوبة محتملة، بغض النظر عن مدى أهميتها أو تفاهتها، مجردة أو ملموسة، حديثة أو قديمة. إنها مجرد تأكيد للرغبة، وإعلان نية لاستخدام لغة الحقوق لاكتساب الرغبة المذكورة.
في الواقع، نظرًا لأن برنامج العدالة الاجتماعية يتضمن حتماً مطالبات بالتوفير الحكومي للبضائع، والمدفوعة من خلال جهود الآخرين، يشير المصطلح فعليًا إلى نية استخدام القوة لاكتساب رغبات الفرد. ليس لكسب السلع المرغوبة عن طريق التفكير العقلاني والعمل والإنتاج والتبادل الطوعي، ولكن للذهاب إلى هناك وأخذ البضائع بالقوة من أولئك الذين يستطيعون توريدها.